# Gereon Wolters (Philosoph)
Gereon Wolters (* 11. März 1944 in Geilenkirchen-Leiffarth) ist ein deutscher Philosoph.

## Leben
Wolters studierte zunächst von 1965 bis 1967 katholische Theologie an der Universität Innsbruck. 1967 wechselte er das Fach und studierte bis 1969 an der Universität Tübingen Philosophie und Mathematik für das Lehramt. 1969 wechselte er mit denselben Fächern an die Universität Kiel, wo er das Studium 1972 mit dem Staatsexamen abschloss.
Wolters Promotion im Fach Philosophie erfolgte 1977 an der Universität Konstanz. Hier war er von 1975 bis 1980 wissenschaftlicher Angestellter und bis 1988 Akademischer Rat. Seine Habilitation für Philosophie und Wissenschaftsgeschichte erfolgte 1985. Im Jahr 1984 hatte er einen Lehrauftrag für Philosophie der Biologie am Zoologischen Institut der Universität Zürich. Im Wintersemester 1997/98 war er als Research Fellow am Center for Philosophy of Science der Universität Pittsburgh tätig. In den Jahren 2001 bis 2004 übernahm er mehrfach die Aufgabe eines Senior Research Fellow am Max-Planck-Institut für Wissenschaftsgeschichte in Berlin. Weiterhin war er als Gutachter unter anderem für die Akademie für Technikfolgenabschätzung in Baden-Württemberg tätig.

## Forschung
Wolters Forschungsschwerpunkte sind Ernst Machs Wissenschaftstheorie, die Philosophie des Wiener Kreises und die Philosophie der Biologie sowie die Philosophie im Nationalsozialismus. Wolters war neben Jürgen Mittelstraß Mitherausgeber der Enzyklopädie Philosophie und Wissenschaftstheorie und Herausgeber der Zeitschrift Gaia – Ökologische Perspektiven in Natur-, Geistes-, und Wirtschaftswissenschaften sowie der Buchreihe Pittsburgh-Konstanz Series in the Philosophy and History of Science. Nach seiner Emeritierung im Jahr 2009 arbeitete er an dem Forschungsprojekt „Pious Knowledge? Christianity and Evolution“ am „Netherlands Institute for Advanced Study“ in Wassenaar/Niederlande.
Wolters leitet weiterhin das Konstanzer Philosophische Archiv, zu dessen Beständen ebenso Materialien zur Geschichte der Philosophie und Theorie der exakten Wissenschaften gehören wie Dokumente zur Verstrickung von Philosophie und Wissenschaft in den Nationalsozialismus. Seit 2004 ist er Mitglied der Deutschen Akademie der Naturforscher Leopoldina. Im Jahr 2010 ist Wolters ist zum Sprecher der Klasse IV (Geschichts-, Kultur-, Verhaltens- und Sozialwissenschaften) der Leopoldina gewählt worden. Zugleich ist er Obmann für die Sektion Wissenschaftstheorie. 2010 wurde er als ordentliches Mitglied in die Academia Europaea aufgenommen.

## Werke (Auswahl)
- Mach I, Mach II, Einstein und die Relativitätstheorie. Eine Fälschung und ihre Folgen. de Gruyter, Berlin 1987, (eingeschränkte Vorschau)
- Basis und Deduktion. Studien zur Entstehung und Bedeutung der Theorie der axiomatischen Methode bei J. H. Lambert (1728–1777). de Gruyter, Berlin 1980 (= Quellen und Studien zur Philosophie, Band 15) (eingeschränkte Vorschau)